# 蘇我小姉君
蘇我小姉君（そがの おあねのきみ、生没年不詳）は、古墳時代の豪族。蘇我稲目の娘で、姉妹に蘇我堅塩媛、兄弟に蘇我馬子がいる。
なお、『古事記』においては「岐多志毘賣の命の姨、小兄比賣（堅塩媛の姨（姨の字は母方のおばを指すが、この場合は父母どちらのおばかは不明）のおあねひめ、あるいはおえひめ）」と記される。
欽明天皇の妃となり、茨城皇子、葛城皇子、穴穂部間人皇女、穴穂部皇子、泊瀬部皇子（崇峻天皇）を生んだ。

## 系譜
- 父:蘇我稲目
- 母:不明
- 兄:蘇我馬子
- 姉:蘇我堅塩媛

- 夫：欽明天皇
- 子女：茨城皇子・葛城皇子・穴穂部間人皇女（用明天皇皇后）・穴穂部皇子・泊瀬部皇子（崇峻天皇）
- 孫：聖徳太子（厩戸皇子）・来目皇子・殖栗皇子・茨田皇子・麻呂子皇子・酸香手姫皇女・蜂子皇子・錦代皇女・佐富女王